# Dichochrysa setosa
Dichochrysa setosa är en insektsart som beskrevs av Hölzel och Ohm 1995. Dichochrysa setosa ingår i släktet Dichochrysa och familjen guldögonsländor. Inga underarter finns listade i Catalogue of Life.